# Sthenelos (Sohn des Aigyptos)
Sthenelos (altgriechisch Σθένελος Sthénelos) ist in der griechischen Mythologie einer der 50 Söhne des Aigyptos, des Zwillingsbruders von Danaos.
In der Massenhochzeit der Aigyptos-Söhne mit den Töchtern des Danaos heiratete Sthenelos die Sthenele. Während bei den meisten anderen Vermählungen der 50 Töchter des Danaos, der Danaiden, mit den 50 Söhnen des Aigyptos das Los über die Paarbildungen entschied, war in dieser Verbindung die Namensähnlichkeit ausschlaggebend.